# 월신

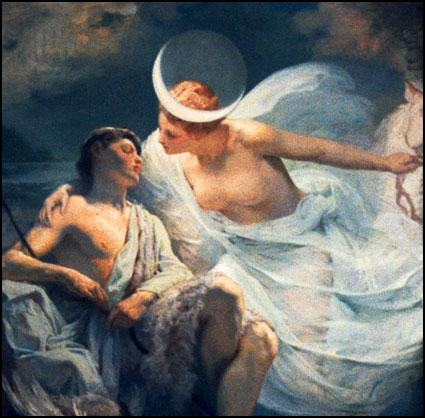
셀레네와 엔디미온 (신화)

월신, 달신 또는 달의 신(lunar deity, moon deity)은 달이나 달의 한 측면을 대표하는 신이다. 이러한 신들은 문화에 따라 다양한 기능과 전통을 가질 수 있지만 종종 서로 연관되어 있다. 달의 신들과 달 숭배는 기록된 역사 전반에 걸쳐 다양한 형태로 발견된다.

## 종교 및 미신 속 달
많은 문화권에서는 29.5일의 음력 주기를 여성의 월경 주기와 암묵적으로 연관시켜 왔다. 이는 여러 어족에서 "월경"과 "달" 단어의 언어적 뿌리가 공유된다는 점에서 분명하다. 모든 달의 신들이 여성은 아니라는 사실에서 알 수 있듯이 이러한 식별은 보편적이지 않았다. 그럼에도 불구하고 잘 알려진 많은 신화에는 그리스 여신 셀레네, 로마 여신 루나 (신화), 중국 여신 상아 (전설) 등 달의 여신이 등장한다. 아르테미스(Artemis), 헤카테(Hecate), 이시스(Isis)를 포함한 몇몇 여신들은 원래 달의 측면을 가지고 있지 않았으며, 사실상 그리스-로마의 달의 신 셀레네/루나 (신화)와의 혼합주의로 인해 고대 후반에야 달의 측면을 가져갔다.

## 같이 보기
- 자연숭배
- 태양신
- 월신 목록